# Ернст Баварски (1500 – 1560)
Ернст Баварски (на немски: Ernst Herzog von Bayern; * 13 юни 1500, Мюнхен; † 7 декември 1560, Глац, Полша) от фамилията Вителсбахи, е администратор в епископия Пасау (1516 – 1540) и архиепископство Залцбург (1540 – 1554) и пфандгосподар на Графство Глац.

## Живот
Ернст е третият син на херцог Албрехт IV от Бавария-Мюнхен и ерцхерцогиня Кунигунда Австрийска (1465 – 1520), дъщеря на император Фридрих III и неговата съпруга инфанта Елеонора от Португалия.
След смъртта на баща му през 1508 г. Ернст е възпитаван от историка Йоханес Авентинус. С него той отива в Италия, където слуша лекции по право в Павия. По-късно пътува до Париж и Саксония. През 1515 г. се записва да следва в университета на Инголщат. Там става член на литературното общество Sodalitas Ingolstatiensis.
През 1517 г., с помощта на император Максимилиан I, Ернст става администратор на княжеското епископство Пасау. През 1536 г. той се отказва от наследството си и получава 275 000 гулдена. Като администратор Ернст е против привържениците на Мартин Лутер и против Анабаптистите. Ернст участва като предприемач на бохемските мини и търгува с благородни метали.
През началото на 1540 г. Ернст се отказва от администрацията на епископство Пасау. На 21 април 1540 г. е избран за администратор на архиепископство Залцбург и го поема на 12 октомври 1540 г. В завещанието си от 25 септември 1550 г. той заявява, че никога не е искал да стане свещеник. На 16 юли 1554 г. той напуска епископския стол.
Още през 1549 г. Ернст купува Графство Глац (тогава в Бохемия) и господството Хумел и през 1556 г. се мести в Глац. Той свиква заедно с император Фердинанд I един синод. Ернст сече там монети, купува и други господства и замъци.
Ернст е погребан в Глац (Клодзко), но скоро е преместен в гробницата на Вителсбахите във Фрауенкирхе в Мюнхен. Графството Глац наследява племенникът му херцог Албрехт V, който го продава през 1567 г. на бохемския владетел Максимилиан II.